# John Henry Osmeña
John Henry (Sonny) Osmeña (Cebu City, 17 januari 1935 – aldaar, 2 februari 2021) was een Filipijns politicus. Osmeña was gedurende zijn politieke carrière tweemaal lid van het Filipijnse Huis van Afgevaardigden en werd driemaal gekozen in de Filipijnse Senaat. Daarnaast was hij burgemeester van Toledo en van Cebu City (als tijdelijk benoemde burgemeester).

## Biografie
Osmeña werd geboren op 17 januari 1935 in Cebu City. Zijn ouders waren dr. Emilio Veloso Osmeña en Maria Luisa Renner. Osmeña is een broer van voormalig gouverneur Emilio Osmeña jr. Na zijn studie aan de University of San Carlos in Cebu City begon hij zijn politieke carrière als raadslid van Cebu City van 1963 tot 1967. In 1968 werd hij de opvolger van de locoburgemeester van die stad. Bij de verkiezingen van 1969 won Osmeña zijn eerste termijn van drie jaar als afgevaardigde, namens het tweede kiesdistrict van Cebu. Aansluitend werd hij in 1971 gekozen als senator. Toen president Ferdinand Marcos een jaar later echter de staat van beleg afkondigde, vertrok senator Osmeña direct naar de Verenigde Staten, waar hij in ballingschap zou verblijven tot de moord op oppositieleider en senator Benigno Aquino jr.
Na terugkeer werd Osmeña in 1986 in de beginperiode van de regering van Corazon Aquino benoemd tot burgemeester van Cebu City. Dit zou hij blijven tot hij in 1987 zijn tweede termijn als senator won. Na deze drie jaar durende termijn werd hij in 1992 herkozen in de Filipijnse Senaat. De kandidaten die bij deze verkiezing bij de eerste twaalf eindigden wonnen een termijn van zes jaar als senator. Osmeña eindigde echter als 19e en werd daardoor voor drie jaar gekozen. Na afloop van die termijn werd hij voor de tweede maal gekozen als afgevaardigde, ditmaal namens het 3e kiesdistrict van Cebu. Aansluitend werd hij in 1998 gekozen voor zijn vierde termijn in de senaat. Na afloop van zijn termijn deed hij in 2004 een poging om voor de vijfde keer in het senaat gekozen te worden. Ditmaal eindigde hij echter op een 15de plek, en dus drie plekken te laag voor een herverkiezing.
Nadien werd hij in 2013 en in 2016 gekozen als burgemeester van de plaats Toledo. Bij de verkiezingen van 2019 deed hij opnieuw mee aan de verkiezingen voor afgevaardigde van het 3e kiesdistrict van Cebu. Hij verloor deze verkiezingen echter van Pablo John Garcia.
Osmeña overleed in 2021 op 86-jarige leeftijd aan de gevolgen van darmkanker. De Osmeña-familie is een van de bekende families die de politiek in de Filipijnen door de jaren heen beheersen. John Henry Osmeña is de kleinzoon van voormalig president Sergio Osmeña. Een andere kleinzoon van Sergio Osmeña, Sergio Osmeña III, zat van 1995 tot 2007 in de Senaat. Ook diens vader en John Henry's oom, Sergio Osmeña jr., was afgevaardigde en senator. Zijn broer, Emilio Osmeña, was van 1988 tot 1992 gouverneur van de provincie Cebu.